# كيث جونز (لاعب كرة قاعدة)
كيث جونز (بالإنجليزية: Keith Johns) هو لاعب كرة قاعدة أمريكي، ولد في 19 يوليو 1971.

## وصلات خارجية
- كيث جونز على موقع دوري كرة القاعدة الرئيسي (الإنجليزية)
- كيث جونز على موقعبيزبول رفرنس.كوم (الدوري الرئيسي) (الإنجليزية)
- كيث جونز على موقعبيزبول رفرنس.كوم (الدوري الثانوي) (الإنجليزية)